# Mayoyao

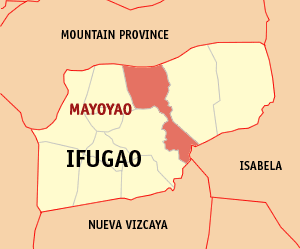
Bản đồ Ifugao với vị trí của Mayoyao

Mayoyao là một đô thị hạng 4 ở tỉnh Ifugao, Philippines. Theo điều tra dân số năm 2000, đô thị này có dân số 14.191 người trong 2.917 hộ.

## Các đơn vị hành chính
Mayoyao được chia ra 27 barangay.
| - Aduyongan - Alimit - Ayangan - Balangbang - Banao - Banhal - Bongan - Buninan - Chaya - Chumang - Guinihon - Inwaloy - Langayan - Liwo | - Maga - Magulon - Mapawoy - Mayoyao Proper - Mongol - Nalbu - Nattum - Palaad - Poblacion - Talboc - Tulaed - Bato-Alatbang - Epeng |